# Sean Hall
Michael Sean Hall (* 20. August 1967 in Williamsburg, Virginia) ist ein ehemaliger US-amerikanischer Ruderer und dreimaliger Olympiateilnehmer.
Der 1,91 m große Sean Hall belegte im Vierer mit Steuermann den siebten Platz bei den Weltmeisterschaften 1991. Bei den Olympischen Spielen 1992 in Barcelona erreichte er mit dem gesteuerten Vierer den vierten Platz. Im Jahr darauf ruderte Hall bei den Weltmeisterschaften im Vierer ohne Steuermann und gewann die Bronzemedaille. 1994 wechselte er in den Achter und gewann bei den Weltmeisterschaften vor eigenem Publikum in Indianapolis den Titel. Im Jahr darauf gewann der US-Achter die Bronzemedaille bei den Weltmeisterschaften in Tampere. Hall nahm auch an den Panamerikanischen Spielen 1995 teil und siegte im Achter. Bei den Olympischen Spielen 1996 in Atlanta trat Hall im Vierer ohne Steuermann an und belegte den elften Platz. Nach zwei Jahren Pause kehrte Hall 1999 im Doppelvierer zurück und belegte in dieser Bootsklasse den zwölften Platz bei den Weltmeisterschaften in St. Catharines. Bei den Olympischen Spielen 2000 belegte Hall mit dem Doppelvierer den siebten Platz.
Hall arbeitet als Rudertrainer, unter anderem war er in Hongkong tätig.